# Black Mirror (Fernsehserie)/Episodenliste
Diese Episodenliste enthält die Episoden der britischen Science-Fiction-Serie Black Mirror, sortiert nach ihrer Erstausstrahlung auf dem britischen Fernsehsender Channel 4 und dem US-Streamingdienst Netflix.

## Übersicht
| Staffel | Episodenanzahl | Erstveröffentlichung UK | Erstveröffentlichung UK | Deutschsprachige Erstveröffentlichung | Deutschsprachige Erstveröffentlichung |
| Staffel | Episodenanzahl | Staffelpremiere         | Staffelfinale           | Staffelpremiere                       | Staffelfinale                         |
| ------- | -------------- | ----------------------- | ----------------------- | ------------------------------------- | ------------------------------------- |
| 1       | 3              | 4. Dezember 2011        | 18. Dezember 2011       | 11. Dezember 2013                     | 25. Dezember 2013                     |
| 2       | 3              | 11. Februar 2013        | 25. Februar 2013        | 13. August 2014                       | 27. August 2014                       |
| Special | Special        | 16. Dezember 2014       | 16. Dezember 2014       | 24. November 2015                     | 24. November 2015                     |
| 3       | 6              | 21. Oktober 2016        | 21. Oktober 2016        | 21. Oktober 2016                      | 21. Oktober 2016                      |
| 4       | 6              | 29. Dezember 2017       | 29. Dezember 2017       | 29. Dezember 2017                     | 29. Dezember 2017                     |
| Film    | Film           | 28. Dezember 2018       | 28. Dezember 2018       | 28. Dezember 2018                     | 28. Dezember 2018                     |
| 5       | 3              | 5. Juni 2019            | 5. Juni 2019            | 5. Juni 2019                          | 5. Juni 2019                          |
| 6       | 5              | 15. Juni 2023           | 15. Juni 2023           | 15. Juni 2023                         | 15. Juni 2023                         |
| 7       | 6              | 10. April 2025          | 10. April 2025          | 10. April 2025                        | 10. April 2025                        |

## Staffel 1
| Nr. (ges.) | Nr. (St.) | Deutscher Titel      | Originaltitel             | Erstausstrahlung (UK) | Deutschsprachige Erstausstrahlung (D) | Regie         | Drehbuch                     | Zuschauer (UK) | Darsteller                                                                                             |
| --- | --------- | -------------------- | ------------------------- | --------------------- | ------------------------------------- | ------------- | ---------------------------- | -------------- | --- |
| 1 | 1         | Der Wille des Volkes | The National Anthem       | 4. Dez. 2011          | 11. Dez. 2013                         | Otto Bathurst | Charlie Brooker              | 2,07 Mio.      | Rory Kinnear, Lindsay Duncan, Anna Wilson-Jones, Tom Goodman-Hill, Donald Sumpter & Lydia Wilson       |
| Die erste Folge ist ein politischer Thriller, in der der Premierminister Großbritanniens, Michael Callow, ein großes und schockierendes Dilemma erlebt, als die Prinzessin Susannah, ein beliebtes Mitglied der Königsfamilie, entführt wird. Als Bedingung für die Freilassung wird vom Premierminister Sex mit einem Schwein im nationalen Fernsehen gefordert. Callow widersetzt sich der Forderung hartnäckig und versucht alles, um den Entführer vor Ablauf der gesetzten Frist zu stellen. Zudem verlangt er strikte Geheimhaltung über die Entführung, jedoch wurde das Entführungsvideo auf YouTube hochgeladen und daher schon von vielen britischen Bürgern gesehen. Obwohl sich die britischen Medien zunächst verpflichten, die Geschichte nicht zu senden, erreicht diese bald darauf ausländische Nachrichtensender, wodurch schnell alle über die Entführung und die Forderung Bescheid wissen. Ist die öffentliche Meinung zu Beginn noch auf Seiten Callows, ändert sich diese, nachdem ein abgetrennter Finger, der mutmaßlich von Prinzessin Susannah stammt, bei einem Nachrichtensender auftaucht. Zudem drängt ihn die Königsfamilie zu dem Schritt, seine Frau dagegen fleht ihn an, es nicht zu machen. Als alle anderen Möglichkeiten versagen, sieht sich Callow gezwungen, die Forderung live vor einer weltweiten Öffentlichkeit zu erfüllen. Die Prinzessin wird unversehrt freigelassen, wobei es sich herausstellt, dass diese schon eine halbe Stunde vor Ablauf der Frist freikam. Dies wurde jedoch aufgrund der Liveübertragung des Premierministers nicht bemerkt. Es stellt sich heraus, dass die Entführung vom Turner-Prize-Gewinner Carlton Bloom geplant wurde. Direkt nach der Freilassung Susannahs begeht er Selbstmord. Ein Jahr nach der Übertragung ist das politische Bild Callows intakt geblieben, die öffentliche Akzeptanz stieg sogar aufgrund des Willens zur Aufopferung seiner Würde. Prinzessin Susannah hat sich wieder von der Entführung erholt und erwartet ein Kind. Die Öffentlichkeit weiß, dass Bloom hinter der Entführung steckte, jedoch nicht, dass Prinzessin Susannah vorzeitig freigelassen wurde. Während Michael Callow in der Öffentlichkeit akzeptiert wird, ist seine Ehe zerstört. |           |                      |                           |                       |                                       |               |                              |                | |
| 2 | 2         | Das Leben als Spiel  | 15 Million Merits         | 11. Dez. 2011         | 18. Dez. 2013                         | Euros Lyn     | Charlie Brooker & Konnie Huq | 1,52 Mio.      | Daniel Kaluuya, Jessica Brown Findlay, Isabella Laughland, Rupert Everett, Julia Davis & Ashley Thomas |
| In einer dystopischen Zukunft dreht sich in dieser Episode alles um einen oberflächlichen Lebensstil, der gekennzeichnet ist durch eintönige Berufe, die schnelle Befriedigung von einfachen Bedürfnissen, körperliche Fitness als Ehrgeiz, Schönheitsideal und Nebenprodukt der am meisten verbreiteten Einkommensquelle, die Ausbeutung von Talent in anspruchslosen Unterhaltungsshows und den Konsum anspruchsloser Medien, die die vorherrschende Gesellschaft verstumpfen lassen. In dieser Zukunft verbringen die Menschen jeden Tag in einer Sporteinrichtung auf dem Laufrad, um Guthaben zu verdienen. Dabei konsumieren sie kostenpflichtige Unterhaltungsprogramme, Apps, infantile Comedy, überzeichnete Realityformate, Pornografie oder die Castingshow „Hot Shots“. Alle tragen die gleichen Sportanzüge und leben in engen Einzelzimmern, deren Wände aus Bildschirmen bestehen, die diese Unterhaltung anzeigen. Fenster, die den Blick auf Natur und Tageslicht erlauben, existieren nicht. Übergewichtige Menschen, die auf dem Ergometer nicht mithalten können, werden zu Putzkräften degradiert und sind dem Spott der anderen auf den Laufrädern und der Unterhaltungsindustrie in entwürdigenden Sendungen und Spielen ausgesetzt. Das Guthaben auf dem Laufrad wird für den täglichen Bedarf ausgegeben, der neben nur sehr wenigen realen Gütern wie abgepackte Lebensmittel und Zahnpasta oder frische Handtücher sehr überwiegend aus Zubehör für den eigenen Avatar sowie virtuellen Gütern und Content besteht. Außerdem muss es zum Überspringen von Werbung ausgegeben werden, deren Betrachtung in der eigenen Wohnung außerdem durch einen Pfeifton erzwungen wird, wenn man wegsieht. Alle Oberflächen, die ein Mensch dort betrachten kann, haben Bildschirme integriert und so sind auch seine persönlichen Inhalte allgegenwärtig. Der Ausdruck der Persönlichkeit findet fast ausschließlich über Avatare statt, die nicht nur gegen Guthaben im Aussehen verändert werden, sondern auch den realen zwischenmenschlichen Kontakt, insbesondere in der Freizeit, fast vollkommen ersetzt haben. Eines Tages hört Bing auf der Unisex-Toilette eine Frau singen. Dabei handelt es sich um Abi, die erst seit kurzer Zeit in der Einrichtung lebt. Bing ist von ihrer Stimme und ihrer Schönheit fasziniert und freundet sich mit ihr an, woraus sich eine Romanze entwickelt. Sie würde gern zur Erde, weil ihre Schwester dort lebt, doch hat nicht ausreichend Guthaben, um die Einrichtung zu verlassen und einen Lebensplatz auf der Erde zu buchen, den man dort wegen Überfüllung erwerben muss. Er versucht sie zu überreden, an der Talentshow „Hot Shots“ teilzunehmen. Diese Show verspricht ihren Teilnehmern die Chance auf ein besseres Leben, was in dieser Welt bedeutet, sie verlassen zu können oder eine Wohnung mit Fenstern zu erhalten. Die Teilnahme kostet eine Gebühr von 15.000.000 der auf dem Laufrad erworbenen Einheiten. Da Abi dieses Guthaben nicht hat und gerade so viel verdient, um über die Runden zu kommen, will Bing ihr sein von einem verstorbenen Bruder geerbtes Guthaben schenken. Abi schenkt ihm einen Pinguin, den sie aus dem Packpapier gefaltet hat, in dem ein Apfel eingepackt war. Abi, die von einem demotivierten Produktionsteam Gehorsamkeitsdrogen aufgedrängt bekommt und auf die Bühne geführt wird, tritt auf und schafft es tatsächlich, das Publikum (welches ausschließlich aus Avataren auf Bildschirmen besteht) mitzureißen. Aber trotz ihrer guten gesanglichen Darbietung spielt die Jury unbeeindruckt und bietet ihr stattdessen eine Karriere als Pornodarstellerin an, denn wie die Jury zugibt, ist der Juror „Wraith“, dem der Pornokanal gehört, in dieser Staffel der Show dabei, um etwas „Besonderes“ zu finden. „Wraith“ hatte schon vor Abis Darbietung mit anzüglichen und widerlichen Sprüchen ihren Körper kommentiert. Abi widersteht unter Tränen und trotz Drogeneinfluss einer Zusage, sodass die Jury sie vor die Wahl stellt, entweder ein „Wraith Girl“ zu werden oder auf das Laufrad zurückzukehren. Bing, der sie von der Zusage abhalten will, wird von den Sicherheitskräften des Senders aus dem Studio geführt. Bing fällt in eine Depression, sodass er kaum in der Lage ist, seinen Lebensunterhalt zu erwirtschaften. Abi taucht in seinen vier Wänden als „Wraith Girl“ in der Werbung des Kanals wieder auf; die Einblendung kann Bing mangels Guthaben nicht übergehen. Er wird wütend, schlägt vor Wut eine Scherbe aus den Bildschirmen seines Quartiers und beginnt eisern zu sparen. Er radelt wie besessen, verbraucht ein Minimum an Konsumgütern und isst, was andere übrig lassen. So gelingt es ihm erneut, 15.000.000 Einheiten zu erwirtschaften. Mit diesen meldet er sich bei der Castingshow an. Er umgeht die Droge und sein zunächst tänzerischer Auftritt gipfelt in der Drohung, sich mit der Scherbe live auf Sendung vor allen umzubringen, wenn man ihn nicht anhört. In seiner Wutrede beschreibt er die Apathie und die Oberflächlichkeit der Gesellschaft, die sich nur noch in digitalen Gütern ausdrücken kann und deren Ehrgeiz ausschließlich darin besteht, ein „Hot Shot“ zu werden. Er klagt über die fehlende Echtheit der Welt, die sie sich geschaffen haben, da Realität für die Gesellschaft unerträglich geworden ist und jedes Anzeichen von wahrer Schönheit von der Medienindustrie sofort eingefangen und in einen Witz verwandelt wird. Er beendet seine Rede mit einem Fluch darüber, dass auch ihm durch die Medien wahre Schönheit in seinem Leben entrissen wurde. Nach beschämtem Schweigen im Publikum verfällt die Jury in ihre alte Routine und lobt die Performance von Bing. Bing bekommt von Juror „Hope“ einen eigenen Kanal angeboten, in dem er regelmäßig das flache, niveaulose Leben kommentieren soll. Das Ende zeigt Bing, wie er in einer größeren Wohnung mit besserer Grafik auf den Bildschirmen, seine Sendung als zorniger Mann mit Scherbe produziert. Sein altes Zimmer ist zur Kulisse seiner Sendung geworden, eine Pinguinfigur aus Holz steht auf seinem Schreibtisch. Die Scherbe selbst kann inzwischen natürlich auch als Zubehör für den eigenen Avatar erworben werden. Bing hat nun auch Zugang zu realen Gütern wie Orangensaft und muss nicht mehr auf dem Laufrad arbeiten. Außerhalb seiner Sendung ist er aber so apathisch wie vor seiner Begegnung mit Abi, die noch einmal in einer Werbeeinblendung auftaucht und inzwischen ihre Natürlichkeit sichtbar verbraucht hat. |           |                      |                           |                       |                                       |               |                              |                | |
| 3 | 3         | Das transparente Ich | The Entire History of You | 18. Dez. 2011         | 25. Dez. 2013                         | Brian Welsh   | Jesse Armstrong              | 870.000        | Toby Kebbell, Jodie Whittaker, Tom Cullen & Jimi Mistry                                                |
| In dieser alternativen Realität hat jede Person durch ein Implantat Zugriff auf das, was man tut oder wahrnimmt, jedes Erlebnis wird gespeichert. Diese Erinnerungen können direkt auf den Augen oder externen Monitoren dargestellt werden. So kann alles Erlebte nicht nur immer und überall beliebig oft wiedergegeben werden, es gehört auch zum Alltag, verschiedene Situationen mit seinem Partner und Freunden zu diskutieren. Hilfreich ist dabei, dass man z. B. auch kleinste Details optisch vergrößern kann, um diese im Nachhinein noch erkennen zu können. Die Geschichte beginnt mit einem Ehepaar, das an einer Feier mit Freunden und Bekannten teilnimmt. Aus Höflichkeit lädt das Paar am Ende des Treffens noch einen Mann aus der Runde zu sich nach Hause ein, der bei der abendlichen Unterhaltung damit geprahlt hatte, dass er sich hin und wieder vergangene erotische Erlebnisse mit ehemaligen Liebhabern anschaue. Anschließend fahren das Ehepaar und er getrennt zu deren Haus. Während der Fahrt bemerkt der Ehemann, dass er den anderen Mann für einen unsympathischen Widerling hält, und fragt seine Frau, woher sie diesen kennt. Am Haus angekommen kommt das Paar zu dem Schluss, den Abend doch lieber allein verbringen zu wollen, und lädt den Begleiter unter einem Vorwand wieder aus. In der folgenden Nacht wird ersichtlich, dass die Bindung des Paares offenbar nicht mehr sehr aktiv ist und dass sie in Bezug auf den Bekannten nicht die volle Wahrheit gesagt hatte. Es stellt sich durch sein intensives Drängen heraus, dass er von ihr in einer zuvor bereits erlebten Beziehungspause mit eben jenem ominösen Mann betrogen wurde. Der Ehemann fährt daraufhin zu dem anderen Mann und zwingt ihn mit Gewalt dazu, sämtliche Erinnerungen an seine Frau zu löschen. Es bleibt unausgesprochen, ob der Mann auch der Vater des Kindes des Paares ist. Die leere Wohnung und mehrere Erinnerungsrückblicke, in denen die Augen seiner Frau und des Kindes zu sehen sind, deuten darauf hin, dass durch die Augenfarbe des Kindes eine Vaterschaft des anderen Mannes wahrscheinlich ist. Auch eine Erinnerung aus dem Bad, bei dem seine Frau nach der Farbe des auszuwählenden Kleides fragt, stellt einen Hinweis auf diese Frage dar. Am Ende entfernt sich der Ehemann das Implantat. |           |                      |                           |                       |                                       |               |                              |                | |

## Staffel 2
| Nr. (ges.) | Nr. (St.) | Deutscher Titel      | Originaltitel    | Erstausstrahlung (UK) | Deutschsprachige Erstausstrahlung (D) | Regie         | Drehbuch        | Zuschauer (UK) | Darsteller                                                                                    |
| --- | --------- | -------------------- | ---------------- | --------------------- | ------------------------------------- | ------------- | --------------- | -------------- | --------------------------------------------------------------------------------------------- |
| 4 | 1         | Wiedergänger         | Be Right Back    | 11. Feb. 2013         | 20. Aug. 2014                         | Owen Harris   | Charlie Brooker | 2,01 Mio.      | Hayley Atwell, Domhnall Gleeson, Claire Keelan & Sinead Matthews                              |
| Martha und Ash leben zusammen auf dem Land. Als Ash bei einem Autounfall stirbt, erhält Martha von einer Freundin eine Einladung zu einem Internetangebot, das es ihr ermöglicht, mit einem Imitat ihres verstorbenen Mannes zu kommunizieren, was sie zunächst ablehnt. Als Martha jedoch feststellt, dass sie schwanger ist und zunächst mit keinem reden kann, probiert sie den Dienst aus. Die Künstliche Intelligenz des Systems bezieht ihr Wissen aus Inhalten, die Ash, als sehr onlineorientierter Mensch, in diversen sozialen Netzwerken gepostet hat. Martha ist in ihrer Situation davon ergriffen und wünscht sich, dass sie mit Ash reden könne. Auch dies ist mit einer zusätzlichen Dienstleistung möglich. Von nun an begleitet der künstliche Ash Martha durch ihren Alltag. Als es schließlich möglich wird, ein menschenähnliches Abbild des verstorbenen mit Hilfe der KI zum Leben zu erwecken, geht Martha auch diesen Schritt weiter und aktiviert das ihr gelieferte und zunächst identitäts- und leblose Wesen nach Anleitung in ihrer Badewanne. Nach anfänglicher Irritation und dann Freude, bei der der neue Ash versucht, seiner Frau alles recht zu machen, stellt sich bald bei Martha Unbehagen ein. Aufgrund so manch fehlendem Wissen und anderer, oft leidenschaftsloser, Charakterzüge wird ihr klar, dass dies nur ein Imitat von Ash ist, mit dem sie doch nicht leben kann. So verweist sie den künstlichen Ash aus dem Haus, nur um ihn am Morgen im Garten stehend zu finden, weil er sich nicht mehr als 25 Meter ohne Begleitung seines Administrators von seinem Aktivierungsort entfernen kann. So fährt sie mit ihm an die Steilküste und versucht ihn dazu zu bringen, sich hinabzustürzen. Der dabei selbst von ihr herbeigeführte, aber gespielte Gefühlsausbruch, bei dem Ash um sein Leben fleht, lässt sie von der Idee abbringen. Nach einigen Jahren feiert Martha mit ihrem nun schon älteren Kind Geburtstag. Obwohl es kein Wochenende ist, überredet das Kind seine Mutter, auf den Dachboden zu dürfen und ein Stück Kuchen mitzunehmen. Dort steht der künstliche Ash offenbar in der übrigen Zeit und wartet auf seinen Besuch, bei dem das Kind ihn offenbar als Spielgefährten nutzt, während Martha dies weiterhin eher widerwillig akzeptiert. |           |                      |                  |                       |                                       |               |                 |                |                                                                                               |
| 5 | 2         | Böse Neue Welt       | White Bear       | 18. Feb. 2013         | 13. Aug. 2014                         | Carl Tibbetts | Charlie Brooker | 1,69 Mio.      | Lenora Crichlow, Michael Smiley, Tuppence Middleton & Ian Bonar                               |
| Eine Frau wacht in einem Haus auf und kann sich an nichts mehr erinnern. In den laufenden Fernsehern ist nur ein mysteriöses Symbol zu sehen, das von einem seltsamen Ton unterlegt ist. Einzelne Erinnerungsfetzen von einem kleinen Mädchen, das sie für ihre Tochter hält, und einem weißen Spielzeug-Bären verwirren sie zusätzlich. Beim Verlassen des Hauses ist zunächst niemand zu sehen. Als plötzlich ein Paar in Tarnkleidung auftaucht, findet sich die Frau – völlig verängstigt – in einer Art Hetzjagd wieder, in der die kleine Gruppe von einer Person mit Schrotflinte und Maske, welche mit dem bereits im Fernsehen ausgestrahlten Symbol versehen ist, durch den Ort getrieben wird. Irrwitzigerweise scheint die nun auftauchende Bevölkerung zu stummen Voyeuren verkommen zu sein: Ohne Kommentar filmen und fotografieren die Menschen den Schützen und seine Opfer. Als der Mann im Tarnanzug von dem Verfolger erschossen wird, flüchten die beiden Frauen weiter. Vor Angst und Entsetzen schreiend, wird die Unbekannte von der Flüchtigen weiter angetrieben. Immer wieder kommen Erinnerungsfetzen von Kuscheltier und Kind in der Frau hoch, mit der bangen Frage, wo ihre Tochter abgeblieben sei. Kurz darauf ergibt sich das nächste surreale Szenario: Mitten im Wald hängen Menschen an Kreuzen, während andere Gestalten, offenbar auch Jäger, der Flüchtigen habhaft werden wollen. Auch hier tauchen die Voyeure auf und filmen das ganze Geschehen, ohne einzugreifen. Wiederholt erscheint an verschiedenen Plätzen das seltsame Symbol. Nachdem sie in die Enge getrieben und ihre Begleiterin verletzt wurde, gelingt es der Unbekannten, einem Mann mit einer Schweißermaske dessen Gewehr zu entreißen und auf ihn zu schießen. Als nur glitzerndes Konfetti den Lauf verlässt, löst sich die Situation auf, indem eine Wand aufklappt und dahinter eine Bühne mit applaudierendem Publikum erscheint. Nun wird die Unbekannte auf einem Stuhl festgebunden, während sich unter dem Beifall der Menge plötzlich Schauspieler als Darsteller der Jäger und ihrer vermeintlichen Opfer von der Bühne verabschieden. Die Frau wird nun völlig verstört und verängstigt über ihre Identität aufgeklärt. Zusammen mit ihrem Freund, der das nun bekannte Symbol als Tätowierung getragen hat, hat die Frau das kleine Mädchen entführt, wobei der weiße Stoffbär zurückblieb. Aus unbekanntem Grund filmte die Frau dann, wie ihr Freund das Kind zunächst gequält und später ermordet hat. Der Fall hat so viel Aufmerksamkeit und Anteilnahme erhalten, dass die „White Bear“-Stiftung gegründet wurde. Diese betreibt eine Art Freizeitpark, bei der Schauspieler zur Belustigung der filmenden Besucher – nicht also der Bewohner – tagtäglich das zuvor erlebte Szenario erleben können. Am Ende des Tages wird alles in den Ausgangszustand zurückgesetzt, aufgeräumt und die Mörderin mittels quälender Elektroschocks erneut ihrer Erinnerung beraubt. Am Ende wird klar, dass sie diese Prozedur offenbar schon eine längere Zeit zu ertragen hat. |           |                      |                  |                       |                                       |               |                 |                |                                                                                               |
| 6 | 3         | Die Waldo-Kandidatur | The Waldo Moment | 25. Feb. 2013         | 27. Aug. 2014                         | Bryn Higgins  | Charlie Brooker | 1,28 Mio.      | Daniel Rigby, Chloe Pirrie, Jason Flemyng, Tobias Menzies, Christina Chong & Michael Shaeffer |
| Der Darsteller eines pöbelnden und live animierten Cartoon-Bären einer beliebten TV-Comedy wird nach ersten, lediglich satirischen Attacken auf einen Lokalpolitiker dazu gedrängt, in seiner Rolle am Wahlkampf um die Mitgliedschaft im Parlament teilzunehmen. Jedoch zweifelt der Künstler zunehmend an seiner Figur und der Rolle, die er mit wachsender Beliebtheit im politischen Umfeld wahrnimmt. Eines Abends trifft er eine Gegenkandidatin und erhofft sich nach einer spontanen Affäre offenbar eine Beziehung. Auf Druck ihrer Partei fängt sie allerdings an, ihn als politischen Gegner zu meiden. Seine ohnehin schon depressiven Gefühle verstärken sich somit umso mehr. Als er in einer Diskussionsrunde von dem stetig angegriffenen Politiker demaskiert wird, schlägt er verbal um sich und entblößt – immer noch in der Rolle des digitalen „Waldo“ – seinerseits die Schwächen der anderen Bewerber. Damit trifft er allerdings auch seine eigentliche Liebe. Bei den Wählern steigen jedoch die Sympathiewerte weiter an. Eine Versöhnung mit der Angebeteten scheitert. Durch den Eklat wird die CIA auf die künstliche Figur und die Möglichkeiten, trotz fehlender politischer Inhalte mit beißendem Humor Wähler zu gewinnen, aufmerksam. „Waldo“ soll zur Marke werden. Das Autorenteam führt somit den Wahlkampf fort, während Waldos Darsteller immer verbitterter wird. Als eines Tages der Medientruck, an dessen Seite ein überdimensionaler Bildschirm angebracht ist, über den „Waldo“ aus dem Inneren heraus gesteuert zu sehen ist, von einem anderen Politiker aus den Reihen der Partei der Geliebten mit Gemüse beworfen wird, steigt der Darsteller aus und versucht seinerseits den Bildschirm und damit seine Figur zu zerstören sowie die Bevölkerung aufzufordern, einen „echten“ Politiker zu wählen statt seiner. Allerdings übernimmt der Produzent die Steuerung, gibt sich als Waldo aus und fordert das Publikum auf, den Abtrünnigen zu verprügeln. Schwer verletzt erlebt dieser den Ausgang der Wahl im Krankenhaus. Waldo gewinnt die Abstimmung zwar nicht, kann die Massen aber dazu mobilisieren, den verhassten Gewinner mit ihren Schuhen zu bewerfen, indem er jedem 500 Pfund verspricht. Nach einigen Jahren wird der Erfinder von Waldo, als er mit anderen Obdachlosen unter einer Brücke schlafen will, von Polizeitruppen vertrieben. Auf einer Medienwand sieht er zunächst eine Waldo-Werbung, dann Kampfjets mit Waldo als Symbol am Heck und schließlich Waldo in verschiedenen Ländern und Sprachen als Maskottchen. Nachdem er auch diesen Bildschirm beschädigen will, wird er von der Polizeitruppe des offenbar weltweiten, totalitären Waldo-Regimes niedergeknüppelt. |           |                      |                  |                       |                                       |               |                 |                |                                                                                               |

## Special
| Nr. (ges.) | Nr. (St.) | Deutscher Titel | Originaltitel   | Erstausstrahlung (UK) | Deutschsprachige Erstveröffentlichung (D/A/CH) | Regie         | Drehbuch        | Zuschauer (UK) | Darsteller                                        |
| --- | --------- | --------------- | --------------- | --------------------- | ---------------------------------------------- | ------------- | --------------- | -------------- | ------------------------------------------------- |
| 7 | 1         | Weiße Weihnacht | White Christmas | 16. Dez. 2014         | 24. Nov. 2015                                  | Carl Tibbetts | Charlie Brooker | 1,66 Mio.      | Jon Hamm, Rafe Spall, Oona Chaplin & Natalia Tena |
| Auch diese Geschichte spielt auf mehreren Ebenen mit ineinander verwobenen echten und vermeintlichen Realitäten. In einer verschneiten Hütte sitzen zwei Männer und unterhalten sich. Beide kennen sich offenbar bereits seit fünf Jahren. Der eine ist aufgrund eines Vorfalls bedrückt. In dieser Welt ist man offenbar in der Lage, andere an seinem Bewusstsein teilhaben zu lassen. So erklärt sich, dass sich ein eher schüchterner junger Mann von einem Coach namens Matt, der einer der beiden erzählenden Männer ist, begleiten lässt, um in einer Bar eine Frau kennen zu lernen. Dies ist fatalerweise erfolgreich – die Auserkorene ist offenbar psychisch gestört und hält ein kurz belauschtes Gespräch ihres Verehrers mit der Datinggruppe für Selbstgespräche mit imaginären Stimmen – so wie bei ihr selbst. Um sich beide zu erlösen, vergiftet sie den jungen Mann und sich selbst. Die Datinggruppe bricht daraufhin ihre Sitzung ab und vernichtet alle Beweise für einen Kontakt. Matt und Joe sitzen weiterhin in der verschneiten Hütte. Joe fragt Matt nach seiner Arbeit. Dieser erklärt, er würde sogenannte „Cookies“ trainieren. Die „Cookies“ seien Implantate, die es erlauben, während der Tragezeit die Persönlichkeit des Trägers aufzunehmen und vollständig zu kopieren. Dies ist in der Tat so gut, dass das explantierte Bewusstsein denkt, es sei die echte Person, wenn der Chip wieder entnommen wird. Seine Aufgabe sei es, mit diesem Kandidaten zu diskutieren und zur Not durch vermeintlich tage- oder wochenlanges Einsperren so zu knacken, dass diese sich ihrem Schicksal fügen und als Controller den Implantat-Träger wecken, an Aufgaben und Termine erinnern oder Dinge recherchieren. Die Zeit, die das Cookie-Bewusstsein erlebt und die, die in der Realität tatsächlich vergangen ist, kann hierbei abweichend beeinflusst werden, sodass der Cookie in wenigen Minuten ganze Monate erleben kann. Der andere Mann, Joe, berichtet, dass ihm seine Freundin Beth einen Schwangerschaftstest vorenthalten habe und ihn im Streit um eine Abtreibung, die sie vornehmen lassen wolle, „geblockt habe“. Offenbar können die Z-Augen-Implantate, die die Menschen tragen, dafür sorgen, dass man einem unliebsame Personen optisch ausblenden bzw. so unkenntlich machen kann, dass diese einem nichts mehr anhaben können. Gleichfalls wird man selbst für den geblockten ausgeblendet. Daraufhin verlässt sie ihn. Entsetzt über diese Zurückweisung versucht Joe seine Freundin dennoch zur Rede zu stellen und stellt ihr nach. Als er erfährt, dass sie immer noch schwanger ist, möchte er sein Anrecht auf das Kind einfordern. Die Angelegenheit landet vor Gericht und er wird nicht nur weiterhin geblockt, sondern nun auch noch aufgrund gerichtlicher Anordnung. Damit darf er sich ihr auf zehn Meter nicht nähern und die Blockierung streckt sich auch auf den Nachwuchs aus. Es gelingt ihm aber, zumindest an Weihnachten, wenn seine Ex-Partnerin ihren Vater besucht, heimlich aus weiter Entfernung und natürlich verpixelt, einen Blick auf sein Kind zu erhaschen. In der Folge kauert er jedes Jahr im tiefen Winter im Wald und beobachtet das Haus, in dem der Ex-Schwiegervater wohnt. Zudem stellt er dem Kind immer ein Geschenk vor die Tür. Das Kind wird größer und fängt an, im Garten Schneemänner zu bauen. Eines Tages erfährt er, dass Beth bei einem Zugunglück ums Leben gekommen ist. Er macht sich daraufhin beim nächsten Weihnachtsfest besonders freudig auf den Weg, um zum ersten Mal seine Tochter zu sehen, denn durch den Tod der Mutter wird die Blockierung automatisch aufgehoben. Als der Mann mit einer Schneekugel als Geschenk an das Kind herantritt, dreht es sich um und hat klar erkennbar asiatische Gesichtszüge. Er erkennt, dass Beth ihn mit dem gemeinsamen Freund Tim betrogen haben muss und gerät darüber in Wut. Ein Streit mit dem hinzugekommenen Großvater eskaliert derart, dass Joe den Älteren mit dem Geschenk erschlägt. Nun ist Joe wieder in der Hütte mit Matt, die er zunehmend als mit der identisch wahrnimmt, in der der Großvater mit dem Kind lebte. Dies verwirrt Joe und er fragt wo er sei. Matt drängt ihn, weiter zu erzählen und die Wahrheit zu offenbaren: Nachdem er aus dem Haus des Großvaters geflüchtet war, saß das Kind allein in seinem Zimmer und wartete. Zunächst darauf, dass der Großvater wieder wach würde, dann auf Hilfe oder eine Lösung. Als sie erkannte, dass keine kommen würde, machte sie sich auf den Weg in die Stadt, konnte diese aber bei den winterlichen Verhältnissen nicht mehr erreichen. Somit hat er zwei Menschenleben auf dem Gewissen. Matt freut sich über das Ergebnis und verschwindet. Es wird klar, dass sich dieses Treffen lediglich in einem virtuellen Raum abgespielt hat und er den Cookie des Mörders im Auftrag der Polizei manipuliert und verhört hat. Der echte Joe sitzt weiterhin in der Zelle und wird nun aufgrund des Protokolls verurteilt werden. Der Coach ist auch ein Insasse, welcher aufgrund des Todesfalls in der Datinggruppe eine Haft verbüßt. Durch seine Mitwirkung erlangt er nun die Freiheit. Allerdings sind für ihn alle Menschen geblockt und er für die anderen, welche ihn durch ein rotes Muster jedoch als Straftäter erkennen können. Es verbleibt Joes Cookie in seiner eiförmigen Simulationsumgebung. Einer der Polizisten ruft ein Weihnachtslied auf, welches nun in der Hütte im Radio läuft und stellt die Simulation so ein, dass 1000 Jahre in einer echten Minute vergehen. Anschließend verlassen die Ermittler die Wache für die Weihnachtsferien. Joe rennt um den Küchentisch und schleudert schließlich entnervt das Radio auf den Boden, ohne dass der Song aufhört. Wenn er sich umdreht, steht das Radio wieder völlig intakt auf der Anrichte und die Trümmer sind vom Boden verschwunden. Dies wiederholt sich noch mehrere Male und die Geschichte endet. |           |                 |                 |                       |                                                |               |                 |                |                                                   |

## Staffel 3
Die dritte Staffel von Black Mirror wurde am 21. Oktober 2016 sowohl in originaler als auch in deutscher Sprache bei Netflix veröffentlicht.
| Nr. (ges.) | Nr. (St.) | Deutscher Titel     | Originaltitel       | Regie            | Drehbuch                                            | Darsteller                                                                  |
| --- | --------- | ------------------- | ------------------- | ---------------- | --------------------------------------------------- | --------------------------------------------------------------------------- |
| 8 | 1         | Abgestürzt          | Nosedive            | Joe Wright       | Rashida Jones & Michael Schur Idee: Charlie Brooker | Bryce Dallas Howard, Alice Eve, James Norton & Cherry Jones                 |
| Diese Geschichte spielt in einer alternativen Realität, in welcher Menschen anhand ihres Social Rankings live bewertet werden können und dann auch dementsprechend behandelt werden. Die Menschen bewerten sich permanent gegenseitig und schaffen damit eine fluide Struktur des Miteinanders, weswegen alle nett zueinander sind und Freundschaft und Freundlichkeit vortäuschen, um in der Gunst der jeweils anderen zu steigen. Die Protagonistin dieser Episode versucht, von ihren 4,2 auf 4,5 von maximal 5 möglichen Punkten im Ranking zu kommen, damit sie 20 % Rabatt bei der Miete einer schicken Wohnung in einem Szeneviertel bekommt, und sie sich damit leisten kann, statt weiter mit ihrem Bruder, der „nur eine 3 Punkt irgendwas ist“, zusammen leben zu müssen. Bei der Ranking-Steigerung helfen ihr sowohl ein professioneller Coach als auch ihre alte Freundin Naomi, auch Nay-Nay genannt. Diese hat nun vor, zu heiraten, und lädt die Freundin ein, ihre Trauzeugin zu sein, angeblich um alter Erinnerungen wegen. Da Nay-Nay eine beinahe perfekte Bewertung hat und alle ihre Gäste mindestens einen Score von 4 haben, sieht die Protagonistin hierbei ihre Chance des sozialen Aufstiegs. Auf dem Weg zu Nay-Nay geht einiges schief, und bevor sie ankommt, ist die Protagonistin nur noch eine 1,3. Obwohl Nay-Nay ihr bereits bei einem zwischenzeitlichen Telefongespräch wegen ihres schlechten Rankings absagt und offenbart, dass sie sie nur eingeladen habe, um ihr eigenes Ranking zu verbessern, schleicht die Protagonistin sich auf die Hochzeit. Das ist nicht einfach, da die Hochzeit sich auf einem gut gesicherten Anwesen befindet, das nur Personen mit 3,8 oder besser einlässt. Betrunken und verzweifelt hetzt sie am Mikrofon über die Gesellschaft und Nay-Nay her. Die Hochzeitsgesellschaft ist sichtlich gelähmt aus Angst, Schritte gegen den Störenfried einzuleiten, die von anderen Gästen schlecht bewertet werden könnten. Die Protagonistin landet schlussendlich als 0,6 im Gefängnis. Dort trifft sie einen ihr unbekannten Inhaftierten und sie fangen beide an, gelöst von den gesellschaftlichen Zwängen, sich voller Spaß gegenseitig zu beleidigen. |           |                     |                     |                  |                                                     |                                                                             |
| 9 | 2         | Erlebnishunger      | Playtest            | Dan Trachtenberg | Charlie Brooker                                     | Wyatt Russell, Hannah John-Kamen, Wunmi Mosaku & Ken Yamamura               |
| Cooper ist ein junger Amerikaner, der nach dem Tod seines an Alzheimer erkrankten Vaters eine Weltreise macht. Am Ende derer findet er sich in London wieder, wo er eine Nacht mit Sonja, einer Einheimischen, verbringt. Während des gesamten Aufenthaltes ruft seine Mutter ihn mehrmals an; da er ein schlechtes Verhältnis mit ihr hat, nimmt er die Anrufe allerdings nicht an. Da die Daten seiner Kreditkarte in einem vorherigen Reiseland geklaut wurden, benötigt Cooper kurzfristig Geld für die Rückreise und bekommt kurzfristig einen Job über eine App beim Videospielunternehmen SaitoGemu, geführt von Shou Saito, einem japanischen Spieleentwickler, der für seine Horrorspiele bekannt ist. Da Sonja eine Videospieljournalistin ist, bittet sie ihn, ihr einige Bilder von innerhalb des Unternehmens zu senden. Als Cooper kurz alleine gelassen wird, schaltet er sein Handy wieder ein und macht ein Foto und sendet es Sonja. Katie, eine Mitarbeiterin von SaitoGemu, implantiert ihm einen sogenannten Mushroom, der auf sein Gehirn zugreift: Mittels eines Brain-Computer-Interfaces kann Cooper in der realen Umgebung Dinge sehen, die sonst keiner sehen kann. Zum Abend bringen Katie und Shou ihn zu einem alten Gebäude, wo er die Nacht verbringen soll (Katie ist ihm über einen Ohrknopf zugeschaltet); allerdings kann er den Test jederzeit beenden. Laut Katie können die Dinge, die er sieht, ihm physisch nichts anhaben. Er sieht unter anderem Spinnen, einen alten Feind aus der High School, sowie eine Mischkreatur aus beiden. Während die Mitarbeiterin Katie kurzfristig nicht erreichbar ist, kommt Sonja zum Haus und warnt Cooper vor SaitoGemu. Mehrere andere Touristen, die diese Art Job über die App bekommen haben, seien verschwunden. Als er ihr nicht glauben will, ersticht sie ihn mit einem Küchenmesser. Im Gegensatz zu den vorherigen Dingen, sind sie und das Messer für ihn physisch fühlbar, er nimmt an, dass sie echt sind. Nach einigen Minuten sind Sonja und das Messer verschwunden, die wieder zugeschaltete Katie versichert ihm, dass es eigentlich nicht möglich sein kann, dass er physisch etwas gefühlt hat. Er möchte jedoch nicht weiter teilnehmen und möchte den Test beenden. Katie leitet ihn zu einem anderen Zimmer im Gebäude und offenbart ihm dann allerdings, dass es keine Ausstiegsmöglichkeit gebe. Anschließend verliert Cooper wie sein Vater sein Gedächtnis, während Katie ihn beschuldigt, ein schlechter Sohn zu sein, da er nicht seiner Mutter antworten würde. Im letzten Moment ruft er das Codewort „Stop“ und wird aus der Simulation gerissen: er ist in Wahrheit immer noch im Firmensitz des Spieleunternehmens. Katie und Shou entschuldigen sich bei ihm, anscheinend habe die Simulation zu stark auf sein Gedächtnis und seine Ängste zugegriffen. Cooper fliegt verstört zurück nach Hause in die Vereinigten Staaten, wo seine Mutter ihn nicht erkennt und versucht, ihn anzurufen. Erneut wird er aus der Simulation gerissen: Cooper ist immer noch beim Einrichten des Mushrooms mit Katie. Seit dem Einschalten sind nur 0,04 Sekunden vergangen. Da er jedoch sein Handy nach dem Fotografieren nicht ausgeschaltet hatte, stören die Funkwellen eines Anrufes seiner Mutter den Mushroom, Cooper stirbt. Als Begleiterscheinung seines Todes notiert Katie auf Anweisung von Shou, dass er „Mom“ rief. |           |                     |                     |                  |                                                     |                                                                             |
| 10 | 3         | Mach, was wir sagen | Shut Up and Dance   | James Watkins    | Charlie Brooker & William Bridges                   | Alex Lawther & Jerome Flynn                                                 |
| Der Teenager Kenny wird heimlich über die Kamera seines Laptops beim Masturbieren gefilmt, nachdem er eine vermeintliche Sicherheitssoftware installiert hat. Kurz darauf erhält er eine Nachricht von Unbekannten, die ihn erpressen: Sollte er ihren Anweisungen nicht folgen, werde das belastende Video von ihm veröffentlicht. Kenny wird zunächst angewiesen, ein Paket in ein Hotel zu liefern, das er zuvor von einer weiteren betroffenen Person erhalten hat. Dort trifft er auf Hector, der ebenfalls von den anonymen Erpressern kontrolliert wird. Gemeinsam müssen sie eine Reihe von Aufgaben erfüllen – darunter ein Banküberfall. Anschließend wird Kenny allein in einen abgelegenen Wald geschickt, wo er gezwungen wird, gegen einen weiteren Erpressten zu kämpfen. Nur einer darf den Ort lebend verlassen. Erst dort wird deutlich, dass beide Männer kinderpornografische Inhalte konsumiert haben. Kenny überlebt den Kampf. Am Ende wird das kompromittierende Material durch die Hacker veröffentlicht und Kenny wird wegen Pädokriminalität von der Polizei festgenommen. Es zeigt sich, dass die anonymen Drahtzieher nicht aus finanziellen Motiven handelten, sondern um moralisch verwerfliche Personen zu entlarven. Zum Ende hin sind die Reaktionen der Angehörigen auf die Enthüllungen zu sehen. |           |                     |                     |                  |                                                     |                                                                             |
| 11 | 4         | San Junipero        | San Junipero        | Owen Harris      | Charlie Brooker                                     | Gugu Mbatha-Raw & Mackenzie Davis                                           |
| San Junipero, 1987. Die schüchterne Yorkie besucht den kleinen Küstenort und stürzt sich ins Nachtleben. In einer Bar lernt sie die temperamentvolle und bisexuelle Kelly kennen, welche ihr anbietet mit ihr Sex zu haben. Nach einer Woche sagt Yorkie endlich zu und erlebt ihr erstes Mal. Nachdem Yorkie ihre neue Liebhaberin jedoch im Anschluss nicht mehr finden kann, muss sie innerhalb San Juniperos, einer simulierten Realität, mehrere Jahrzehnte bereisen, um Kelly zu finden. Die im realen Leben bereits 73 Jahre alte Kelly erklärt schließlich, dass in dieser Simulation sowohl die Toten als auch die im Sterben Liegenden ihr Bewusstsein in ihr jüngeres Ich transferieren können, um mit den Lebenden zu kommunizieren. Letztere können sich jedoch nur 5 Stunden pro Woche in San Junipero aufhalten. Um die rechtlich notwendige Zustimmung eines Familienmitglieds zur Sterbehilfe zu erhalten, heiraten Yorkie und Kelly. Bald darauf stirbt Yorkie und schreitet für immer in die Welt von San Junipero über. Als auch die todkranke Kelly bereit ist zu sterben, entscheidet sie sich ihr Leben durch aktive Sterbehilfe beenden zu lassen und ebenso nach San Junipero überzuschreiten, wo sie und Yorkie wieder vereint sind. |           |                     |                     |                  |                                                     |                                                                             |
| 12 | 5         | Männer aus Stahl    | Men Against Fire    | Jakob Verbruggen | Charlie Brooker                                     | Malachi Kirby, Michael Kelly, Madeline Brewer, Ariane Labed & Sarah Snook   |
| Eine Militärorganisation macht in Dänemark Jagd auf Mutanten, sogenannte Roaches (Kakerlaken). Die Truppe um Stripe und Hunter ist ausgestattet mit MASS, einem Hirnimplantat, das die menschlichen Sinne signifikant verbessert, aber auch die Erinnerungen, die Sinne und die Libido seiner Träger unter die Kontrolle des Militärs stellt. Erfolge bei der Jagd auf Mutanten werden, worauf Hunter anspielt, nach dem Einsatz mit Orgasmen belohnt. Im Rahmen einer Ausräucherungs-Aktion in einem Nest wird Stripe vom LED-Strahl eines Gerätes getroffen, das eine der Roaches verwendete – daraufhin erfährt sein MASS immer wieder Störungen, vergleichbar mit Computer-Glitches. Als die Gruppe abermals auf die Jagd geht, sieht Stripe auf einmal Menschen, wohingegen seine Kameraden nach wie vor Roaches erblicken. Nachdem seine Anführerin Medina von einem Roach erschossen wurde und er seine Mitstreiterin Hunter ausgeknockt hat, flieht er zusammen mit einer Frau namens Catarina und ihrem Sohn. Diese erklärt dem Soldaten anschließend, dass die Roaches seit einer Kriegshandlung vor 10 Jahren einer Gattung von Menschen angehören, welche Opfer einer Propaganda gestützten ethnischen Säuberungsaktion sind. Das MASS wurde den Killern implantiert, um offenbar leichter ihre Tötungsaufträge auszuführen, da es ihnen vorgaukelt, gegen Mutanten vorzugehen. Es kommt heraus, dass sowohl Stripe als auch seine Kameraden durch das MASS auch keine Erinnerung mehr an ihre Zeit vor der Rekrutierung zum Eugenik-Programm haben. Schließlich taucht Hunter auf und tötet Catarina und ihr Kind und nimmt ihren verräterischen Kollegen in Haft. Ein paar Tage nach den Geschehnissen wird Stripe letztendlich in vollen militärischen Ehren aus dem Dienst entlassen, musste sich aber bereit erklären, einen Reset am MASS durchführen zu lassen, wollte er nicht auf Lebenszeit inhaftiert bleiben. So kann er auch keinem Außenstehenden von den schrecklichen Vorkommnissen berichten. In der Abschlussszene sieht man ihn glücklich auf ein Haus zugehen, wo schon eine hübsche Frau auf ihn zu warten scheint. Dies ist jedoch nur eine weitere Illusion seines Implantats, denn in Wahrheit handelt es sich um eine verwahrloste Bretterbude. |           |                     |                     |                  |                                                     |                                                                             |
| 13 | 6         | Von allen gehasst   | Hated in the Nation | James Hawes      | Charlie Brooker                                     | Kelly Macdonald, Faye Marsay, Benedict Wong, Jonas Karlsson & Joe Armstrong |
| Die Londoner Polizistin Karin Parke untersucht den Tod der Journalistin Jo Powers, die mit durchgeschnittener Kehle in ihrer Wohnung aufgefunden wird, man geht von einem Suizid aus. Allerdings hatte Powers kurz vor ihrem Tod einen reißerischen Artikel über den Selbstmord einer Aktivistin einer Behindertenbewegung verfasst, woraufhin sie online unzählige Todesdrohungen erhielt. Die junge Blue Coulson, welche Parke zur Seite gestellt wird, will der Aussage von Powers’ Ehemann keinen Glauben schenken, Jo hätte ihn mit einem Messer bedroht und sich anschließend selbst gerichtet. Am darauf folgenden Tag erleidet der Rapper Tusk einen Krampfanfall und wird in ein Krankenhaus eingeliefert. Auch er war bereits Opfer anonymer Drohungen geworden, nachdem er sich öffentlich über einen Fan lustig gemacht hatte. Während der Behandlung in einem MRT-Gerät kommt er durch einen Gegenstand, den das Magnetfeld durch seine Augenhöhle nach draußen befördert, zu Tode. Das Objekt entpuppt sich als Mikrodrohne in Form einer Biene, Teil eines Projekts der britischen Regierung gegen das Bienensterben im Land. Die künstlichen Tiere sollen die Aufgabe ihrer natürlichen Artgenossen übernehmen, indem sie weiter Blüten bestäuben. Bei der Obduktion von Jo Powers’ Leichnam wird in deren Gehirn ebenfalls eine solche Drohne gefunden, im Zentrum für Schmerzempfinden. Dies legt nahe, dass sich Powers umbrachte, um den durch die Biene verursachten Schmerz nicht mehr ertragen zu müssen. Weitere Ermittlungen führen die beiden Frauen zu einem sozialen Netzwerk, auf dem die User täglich über den Tod einer Person des öffentlichen Lebens abstimmen können und zur Firma Granular. Diese hatte die Drohnen für ihren Einsatz gebaut und kann sie auch orten und steuern. Der Firmenchef Rasmus findet schließlich heraus, dass die Drohnen gehackt worden sind. Mithilfe der zuvor gefundenen Website stoßen Parke und Coulson auf das vermutlich nächste Opfer, Clara Meades, nachdem sie einen Zusammenhang zwischen den gehackten Drohnen und den Abstimmungsergebnissen in Betracht ziehen. Meades wird ausfindig gemacht und gemeinsam mit ihr und dem ebenfalls mittlerweile involvierten Bundespolizisten Shaun Li begeben sich die beiden Beamtinnen in ein so genanntes Safe House. Ein Schwarm Drohnen gelangt jedoch durch die Lüftungsanlage ins Innere und tötet Clara. Da aber keiner der Polizisten auch nur verletzt wird, liegt der Verdacht nahe, dass die Bienen per Gesichtserkennung nur die Person angreifen, auf die sie programmiert wurden. Die Situation spitzt sich zu, als dann auch noch der Schatzkanzler Tom Pickering per Abstimmung zum nächsten Ziel erklärt wird. Im weiteren Verlauf stößt Parke schließlich auf Garrett Scholes, einen ehemaligen Mitarbeiter von Granular. Sie findet in der aus Jo Powers’ Hirn geborgenen Drohne ein digitales von Scholes verfasstes Manifest, das seine Pläne offenbart, Leuten die Konsequenzen ihrer Handlungen aus der Anonymität heraus direkt vor Augen zu führen. Als Hintergrund dient der versuchte Suizid von Scholes’ ehemaliger Mitbewohnerin, nachdem sie ebenfalls Opfer von Hasskommentaren geworden war. Scholes hatte sie in letzter Minute gerettet. Mithilfe des Fotos, das Scholes von sich selbst schoss, kann Parke einen Ort ausmachen, an dem sich jener vor 6 Monaten regelmäßig aufgehalten hatte. Dort findet sie eine Festplatte, auf der sich das Programm zur Steuerung der gehackten Drohnen befindet, auch eine Deaktivierung scheint möglich zu sein. Das Programm koppelt sich nach der Aktivierung durch Parke sodann mit der Datenbank der Todes-Website und sendet die Daten aller, die jemals abgestimmt hatten, an die Drohnen. Da die Deaktivierungsfunktion nicht greift, führen die Bienen ihren Plan aus und töten 387.036 Menschen. Abschließend sagt Parke, mittlerweile selbst zur Hassfigur avanciert, vor einem Ausschuss über die Geschehnisse aus. Im Anschluss erhält sie eine Nachricht der nach den Ereignissen tot geglaubten Coulson, die sich an einem unbekannten Ort befindet und meint, Scholes ausfindig gemacht zu haben. |           |                     |                     |                  |                                                     |                                                                             |

## Staffel 4
Am 29. Dezember 2017 wurde die vierte Staffel, u. a. in originaler und deutscher Sprache, via Streaming auf Netflix veröffentlicht.
| Nr. (ges.) | Nr. (St.) | Deutscher Titel | Originaltitel | Regie          | Drehbuch                          | Darsteller                                                                     |
| --- | --------- | --------------- | ------------- | -------------- | --------------------------------- | ------------------------------------------------------------------------------ |
| 14 | 1         | USS Callister   | USS Callister | Toby Haynes    | Charlie Brooker & William Bridges | Jesse Plemons, Cristin Milioti, Jimmi Simpson & Michaela Coel                  |
| Robert Daly, stiller Teilhaber und Entwickler des Virtual-Reality-Spiels Infinity, ist mit seinem Leben unzufrieden und flüchtet sich in seiner Freizeit in eine Spezialversion seines eigenen Spiels. Hierbei verkörpert er als Captain Daly des titelgebenden Raumschiffs USS Callister den Helden, der er im echten Leben nicht sein kann. Die Callister ist das Flaggschiff von Roberts Lieblings-Science-Fiction-Serie Space Fleet, die optisch und stilistisch an die Original-Serie Raumschiff Enterprise aus den 60er Jahren erinnert. Dementsprechend ist auch das Intro der Folge, mit einem kurzen Abenteuer gegen den Bösewicht Valdack, im Format 4:3 angelegt. Erst später stellt sich heraus, dass es sich bei der restlichen Raumschiff-Crew um virtuelle Klone seiner Firmenmitarbeiter handelt. Robert Daly hat sie mittels DNA-Scans in seine Phantasiewelt assimiliert, um sich für Fehlverhalten ihrerseits (Missachtung, falscher Kaffee u. a.) zu rächen. Bei der Rekonstruktion der Charaktere hat Daly sie zwar ihres Genitalbereichs beraubt, ihr Persönlichkeitsempfinden blieb jedoch erhalten. Sie empfinden die virtuelle Welt, der sie weder durch Flucht noch Selbstmord entkommen können, als Gefängnis. Die Situation scheint aussichtslos, da Daly sie oder Menschen, welche ihnen nahe stehen, mittels DNA-Proben jederzeit wieder neu kreieren könnte. Im Spielmodus heucheln sie Captain Daly gegenüber Bewunderung und Unterwürfigkeit, um Bestrafungen (z. B. Verwandlung in ein Weltraummonster) zu entgehen; heimlich planen sie jedoch, ein „Update-Wurmloch“ im Space-Fleet-Universum als Ausweg aus ihrem Dilemma zu nutzen. Durch einen Trick gelingt es der Crew in der realen Welt ihre DNA aus dem Besitz Roberts zu stehlen. Nach dem Sturz in das Wurmloch gelangen sie in die Cloud des Spieles, was ihnen endlose Abenteuer im Weltraum ermöglicht. Ihr tyrannischer Captain verbleibt allerdings allein in seiner virtuellen Welt, da sich das Wurmloch geschlossen hat, bevor er durchfliegen konnte. |           |                 |               |                |                                   |                                                                                |
| 15 | 2         | Arkangel        | Arkangel      | Jodie Foster   | Charlie Brooker                   | Rosemarie DeWitt, Brenna Harding & Owen Teague                                 |
| Marie Sabrell bringt ihre Tochter Sara zur Welt. Mit drei Jahren verschwindet diese vom Spielplatz, weshalb ihre Mutter in Panik nach ihr sucht, und sie schließlich entdeckt. Sie findet daraufhin Hilfe beim Unternehmen Arkangel. Sara erhält ein Implantat, das stets Auskunft darüber gibt, wo sie sich befindet, welche Substanzen sich in ihrem Körper befinden und was sie gerade sieht. Auf Saras Sicht und Gehör kann sie sogar Einfluss nehmen, indem sie eine Filterfunktion aktiviert, wenn Sara etwas nicht miterleben soll. Ihre Mutter überwacht sie dabei über eine Art Tablet. Die Sichtfilter machen Sara auf ihrer Schule zunehmend zum Außenseiter. Sie leidet unter Verhaltensstörungen, weshalb ihre Mutter nach einem Angriff durch Sara erstmals in Betracht zieht Arkangel nicht mehr zu nutzen. Das Implantat selbst lässt sich allerdings nicht entfernen. Sara will als Fünfzehnjährige zu einer Party, wobei sie vorgibt, mit anderen Mädchen einen Film anzusehen. Als die Ausrede von ihrer Mutter zufällig entdeckt wird, kann diese nicht widerstehen und greift nach Jahren wieder zu Arkangel. Sie erwischt Sara beim Sex mit ihrem Schulfreund Trick. Nach diesem Erlebnis behält Marie ihr System in Reichweite, weshalb sie sofort aufmerksam wird, als Sara von ihrem Freund Rauschgift erbittet. Sie macht Trick ausfindig und droht ihm, ihn mit seinem Drogenhandel auffliegen zu lassen, wenn er nicht die Finger von ihrer Tochter lässt. Er macht daraufhin mit Sara Schluss, indem er behauptet, er wolle nicht mit ihr zusammen sein. Ihre Mutter kauft in einer Apotheke die Pille danach und mischt sie Sara unbemerkt unter ihren Milchshake. In der Schule wird Sara schlecht und sie erbricht, wobei sie von der Schulkrankenschwester über den erfolgreichen Schwangerschaftsabbruch informiert wird. Sara findet zu Hause die leere Pillenpackung und konfrontiert Marie mit der Überwachung. Daraufhin eskaliert die Situation und Sara schlägt ihre Mutter mit dem Arkangel-Tablet bewusstlos. Das Tablet nimmt dabei starken Schaden. Sara flieht per Anhalter aus der Stadt, während ihre verletzte Mutter hilflos vor der Tür ihres Hauses nach ihr ruft. |           |                 |               |                |                                   |                                                                                |
| 16 | 3         | Krokodil        | Crocodile     | John Hillcoat  | Charlie Brooker                   | Andrea Riseborough, Andrew Gower, Kiran Sonia Sawar & Anthony Welsh            |
| Die gesetzliche Verpflichtung zur Inspektion ihrer Erinnerungen durch ein Versicherungsunternehmen ruiniert nicht nur die Leben einiger Versicherungsnehmer. Auf der Rückfahrt von einem Diskobesuch fahren Mia und ihr Freund Rob versehentlich einen Radfahrer an. Aus Angst, wegen Trunkenheit am Steuer belangt zu werden, überredet Rob Mia, den Schwerverletzten verschwinden zu lassen und über die Angelegenheit zu schweigen. 15 Jahre später ist Mia verheiratet und erfolgreich als Vortragsreisende unterwegs. Auf einer ihrer Reisen besucht Rob sie überraschend, weil sein Gewissen ihn plagt. Er will die Wahrheit über den Radfahrer bekannt geben, weil dessen Frau seit dem Unfall verzweifelt ihren Mann vermisst, aber Mia fürchtet um ihre Karriere und ihre Familie, tötet Rob in ihrem Hotelzimmer und versteckt seine Leiche. Inzwischen verfolgt die Versicherungsermittlerin Shazia eine Spur von Berichten über einen harmlosen Verkehrsunfall, der sich etwa zum Zeitpunkt des Mordes von Mia an Rob vor dem Hotel auf der Straße ereignete, und verwendet dazu ein Gerät, das Erinnerungen von Augenzeugen visualisieren kann. Shazia sieht in einer dieser Erinnerungen Mia als Augenzeugin dieses Unfalls, kurz nach der Auseinandersetzung mit Rob. Sie sucht Mia auf, um ihre Hilfe bei der Untersuchung einzufordern. Shazia stellt Mia vor die Wahl, sich ebenfalls an dieses Gerät anschließen zu lassen oder sie wegen mangelnder Kooperation der Polizei zu melden. Mia willigt ein, und Shazia erkennt bruchstückhaft sowohl die Beseitigung des Radfahrers vor 15 Jahren als auch Robs Ermordung. Nachdem Mia Shazia in ihre Gewalt genommen hat, verspricht diese, niemandem etwas davon zu sagen. Weil Mia Shazia nicht vertraut, dass diese niemandem erzählt habe, dass sie zu Mia fährt, überprüft Mia mittels des Erinnerungslesers, und sieht dabei direkt, wie sie es ihrem Ehemann erzählt hat. Mia tötet Shazia und reist anschließend zu deren Haus, um auch deren Ehemann umzubringen. Um zu verhindern, dass jemand ihre Anwesenheit bestätigen kann, sieht sie sich gezwungen, deren einjährigen Sohn ebenfalls zu töten. Die Polizei untersucht die Todesfälle und stellt fest, dass der Junge blind war und den Mörder nicht sehen konnte. Sie verwendet das Erinnerungsgerät am Haustier-Meerschweinchen der Familie, das die Tat an dem Jungen verfolgt hat. Während Mia gedankenverloren ein Schultheaterstück ihres eigenen Sohnes ansieht, erscheinen bereits Polizisten im Raum. |           |                 |               |                |                                   |                                                                                |
| 17 | 4         | Hang the DJ     | Hang the DJ   | Tim Van Patten | Charlie Brooker                   | Georgina Campbell, Joe Cole, Gwyneth Keyworth & George Blagden                 |
| Die Folge zeigt dem Zuschauer eine von einer Mauer eingefasste Welt, in der zwischenmenschliche Beziehungen nicht mehr aufgrund von Gefühlen geschlossen, sondern durch „das System“ bestimmt werden. Dem System wird hierbei eine Wahrscheinlichkeit von 99,8 % zugesprochen, den „richtigen“ Lebenspartner zu finden. Die Menschen werden hierbei durch ihren „Coach“, ein mobiles Handgerät, beraten. Es fordert sie beispielsweise auf, an Dates mit anderen Nutzern, sogenannten „Matches“, in einem Restaurant teilzunehmen. Weiter gibt das Gerät an, wie lange das Paar im Anschluss eine Probebeziehung führen muss, sexuelle Handlungen eingeschlossen. Aufgrund des Verhaltens, der Gedanken und Gefühle in dieser Zeit, soll nach einigen Beziehungen die perfekte Zuweisung eines endgültigen Partners ermöglicht werden. So treffen auch Frank und Amy zum ersten Mal aufeinander und eigentlich ist es Liebe auf den ersten Blick. Das System gibt ihnen aber nur einen Zeitrahmen von 12 Stunden. Danach durchlaufen sie etliche andere – mehr oder weniger frustrierende, auch langfristige – Beziehungen. Stets mit der Begründung durch ihren Coach, dass alles aus einem Grund geschehe. Zu ihrer eigenen Überraschung, aber auch großen Freude, führt das System Frank und Amy erneut zusammen. Um sich den Zeitdruck zu nehmen, schwören sie sich, nicht auf ihrem „Coach“ nach der vom System vorgegebenen Zeit zu schauen. Nach einer langen und intensiven Zeit hält es Frank nicht mehr aus und sieht doch nach. Woraufhin das System das Intervall neu kalibriert und aus ursprünglichen 5 Jahren nur noch wenige Stunden werden. Ein drittes Mal treffen Frank und Amy aufeinander, als das System Amy informiert, dass sie am nächsten Tag ihren endgültigen Partner treffen würde. Da sie danach diese Welt verlassen müsse, hätte sie die Möglichkeit, sich von einer besonderen Person zu verabschieden. Amy entscheidet sich für Frank – im wahrsten Sinn des Wortes: Sie fliehen gemeinsam und wollen über die Mauer klettern, als sich ihre Welt als eine von 1000 alternativen Simulationen herausstellt, in denen 998 Variationen sich für die gemeinsame Flucht entschieden haben. Der realen Amy wird dieses Ergebnis (99,8 %) als Matching-Ergebnis für den realen Frank mit ihrer Online-Dating-App angezeigt. |           |                 |               |                |                                   |                                                                                |
| 18 | 5         | Metallkopf      | Metalhead     | David Slade    | Charlie Brooker                   | Maxine Peake, Jake Davies & Clint Dyer                                         |
| In einer postapokalyptischen Umgebung werden Überlebende von einem Roboterhund gejagt. In der ganz in schwarz-weiß gedrehten Folge ist die Hauptfigur Bella schnell auf sich alleine gestellt. Ein Kampf Mensch gegen Maschine beginnt. Nachdem sie den sie verfolgenden Roboterhund mehrfach ausgetrickst und letztendlich mit zwei Schüssen erledigt hat, wird sie jedoch vom sterbenden Roboterhund mit Ortungswanzen markiert, die sie nicht mehr alle herausschneiden kann. Dadurch wird die Situation aussichtslos für sie, und sie kann auch nicht mehr heimkehren, ohne die Roboterhunde in ihr Versteck zu führen. Bevor sie Selbstmord begeht, setzt sie noch einen unbeantworteten Funkspruch ab, dass sie ihre Mission nicht erfüllen und keinen Ersatz besorgen konnte. Die Schlussbilder suggerieren, dass sie vermutlich einen Teddy-Bären für ihr Kind gesucht hatte. |           |                 |               |                |                                   |                                                                                |
| 19 | 6         | Black Museum    | Black Museum  | Colm McCarthy  | Charlie Brooker                   | Douglas Hodge, Letitia Wright, Aldis Hodge, Alexandra Roach & Babs Olusanmokun |
| Eine Frau besucht ein Museum, in dem neben den Exponaten für die Geschichte der aktuellen Folge auch Objekte aus anderen Black-Mirror-Folgen ausgestellt werden, z. B. der DNA-Scanner aus USS Callister und das Tablet aus Arkangel. Der Museumsführer entpuppt sich als ehemaliger Leiter eines Versuchslabors für neurotechnologische Experimente. In der Folge werden drei Experimente anhand von drei verschiedenen Ausstellungsstücken vorgestellt, indem der Museumsführer die Hintergrundgeschichte dieser nacherzählt. Im Laufe der Folge wird klar, dass er maßgeblich an den Straftaten beteiligt ist. Beim letzten Ausstellungsstück handelt es sich um den Upload des Bewusstseins eines zu Tode verurteilten Mannes, der durch einen Hebel die Schmerzen des elektrischen Stuhl erfährt. Die Besucherin stellt sich als Tochter des verurteilten Mannes heraus und rächt die menschenverachtenden Taten des Museumsführers, indem sie ihn vergiftet, sein Bewusstsein in das Exponat hochlädt und so auf ewig die Schmerzen des elektrischen Stuhls spüren lässt. |           |                 |               |                |                                   |                                                                                |

## Interaktiver Film
Am 28. Dezember 2018 wurde ein interaktiver Film mit dem Namen Black Mirror: Bandersnatch, u. a. in originaler und deutscher Sprache, via Streaming auf Netflix veröffentlicht.
| Nr. | Deutscher Titel | Originaltitel | Regie       | Drehbuch        | Darsteller                                                                 |
| --- | --------------- | ------------- | ----------- | --------------- | -------------------------------------------------------------------------- |
| 1   | Bandersnatch    | Bandersnatch  | David Slade | Charlie Brooker | Fionn Whitehead, Will Poulter, Craig Parkinson, Alice Lowe & Asim Chaudhry |

## Staffel 5
Die fünfte Staffel wurde am 5. Juni 2019 auf Netflix veröffentlicht.
| Nr. (ges.) | Nr. (St.) | Deutscher Titel             | Originaltitel               | Regie         | Drehbuch        | Darsteller                                                                        |
| --- | --------- | --------------------------- | --------------------------- | ------------- | --------------- | --------------------------------------------------------------------------------- |
| 20 | 1         | Striking Vipers             | Striking Vipers             | Owen Harris   | Charlie Brooker | Anthony Mackie, Yahya Abdul-Mateen II, Nicole Beharie, Pom Klementieff & Ludi Lin |
| Danny wohnt mit seiner Freundin Theo und seinem Kumpel Karl in einer WG, wo Danny und Karl regelmäßig das Kampfspiel Striking Vipers spielen. Elf Jahre später sind Danny und Theo verheiratet und haben einen Sohn. An Dannys 38. Geburtstag kommt Karl zu seiner Feier, nachdem beide über die Jahre den Kontakt zueinander verloren haben. Karl schenkt Danny die neueste Version des Videospiels von damals: Striking Vipers X, das jetzt Virtual Reality unterstützt, um das Spielerlebnis noch realistischer zu machen. Noch in derselben Nacht wird Danny von Karl zu einem Kampf in Striking Vipers X eingeladen, und beide treten in der VR-Welt gegeneinander an: Karl schlüpft in die Rolle der Kämpferin Roxette, und Danny spielt den asiatischen Kampfsportler Lance. Nach dem ersten Kampf ihrer Alter Egos kommen sich beide jedoch in der virtuellen Welt näher, küssen sich und beenden irritiert das Spiel. Die beiden treffen sich danach regelmäßig im Spiel, um dort Sex zu haben. Im realen Leben vernachlässigen beide jedoch ihre Beziehung zu Frau und Freundin. Theo denkt, sie sei nicht mehr attraktiv genug für Danny, obwohl regelmäßig andere Männer versuchen, mit ihr zu flirten. Nachdem Danny den Hochzeitstag vergessen hat und Theo ihm vorwirft, eine Geliebte zu haben, beschließt er, die virtuelle Beziehung zu Karl zu beenden. Sechs Monate später ist Theo schwanger und lädt Karl zu Dannys Geburtstag ein. Unter vier Augen gesteht Karl Danny, dass er versucht hat, mit anderen Spielern eine Beziehung im Spiel zu führen, doch keine war vergleichbar mit ihrer. Schließlich treffen sich beide noch einmal zum Sex im Spiel, und Karl sagt zu Danny, dass er ihn liebt. Danny beschließt daraufhin, sich mit Karl im realen Leben zu treffen, um zu sehen, ob die Gefühle auch dort existieren. Die beiden küssen sich, doch keiner empfindet etwas. Für Danny ist das der Grund, die VR-Beziehung endgültig zu beenden, was jedoch Karl nicht möchte. Schließlich kommt es zu einem Kampf zwischen beiden, woraufhin sie von einer vorbeifahrenden Polizeistreife verhaftet werden. Theo holt Danny von der Polizeiwache ab, und er erzählt ihr, was zwischen Karl und ihm vorgefallen ist. Am Ende treffen Danny und Theo eine Vereinbarung: Einmal im Jahr darf Danny Striking Vipers X spielen, und Theo legt ihren Ehering ab, um sich mit anderen Männern zu treffen. |           |                             |                             |               |                 |                                                                                   |
| 21 | 2         | Smithereens                 | Smithereens                 | James Hawes   | Charlie Brooker | Andrew Scott, Damson Idris & Topher Grace                                         |
| Chris Gillhaney arbeitet in London für die Taxi-App Hitcher. In einer Selbsthilfegruppe lernt er Hayley kennen, deren Tochter vor 18 Monaten aus ungeklärten Gründen Selbstmord begannen hat. Nach dem Sex mit Hayley erzählt sie ihm, dass sie regelmäßig versucht, sich mit dem Account ihrer Tochter bei Persona, einem sozialen Netzwerk, anzumelden, um die möglichen Gründe für den Selbstmord zu erfahren. Eines Tages nimmt Chris als Fahrgast Jaden mit, der bei der Social-Media-Plattform Smithereen arbeitet. Auf der Fahrt zum Flughafen stoppt Chris das Auto, bedroht Jaden mit vorgehaltener Waffe und möchte mit Billy Bauer, dem CEO von Smithereen, sprechen. Wie sich herausstellt, ist Jaden nur Praktikant und kennt lediglich die Personalleiterin. Chris fährt mit dem gefesselten Jaden weiter und bemerkt, dass eine Polizeistreife auf ihn aufmerksam wurde. Seine Flucht mit dem Auto endet in einem Feld, wo er Jaden als Geisel nimmt. Während weitere Polizeieinheiten und deren Einsatzleiterin Linda Grace eintreffen, kann Chris mit Jadens Hilfe die operative Geschäftsführerin Penelope Wu in den Vereinigten Staaten erreichen. Penelope erklärt Chris, dass Billy Bauer auf einem 10-tägigen Retreat ist und nicht erreichbar sei. In der Zwischenzeit konnte Smithereen durch die Analyse von Chris’ Benutzerprofilen herausfinden, dass seine Verlobte vor drei Jahren bei einem von einem betrunkenen Fahrer verursachten Autounfall starb und Chris seit dieser Zeit nicht mehr angemeldet war. Ebenso können sie durch das Mobiltelefon jedes Gespräch zwischen Chris und Jaden mithören. Smithereen teilt die Erkenntnisse mit der britischen Polizei und dem FBI. Chris beharrt weiterhin darauf, nur mit Billy Bauer sprechen zu wollen. Nach den erfolglosen Verhandlungen der britischen Polizei beschließt Penelope, Billy Bauer zu kontaktieren. In einem Gespräch zwischen Chris und Jaden erklärt er ihm, dass die Waffe nicht echt sei. Aufgrund dieser Info befiehlt Grace den Zugriff, was Schaulustige am Tatort mitbekommen und es in den sozialen Medien posten. Chris bekommt das über diese Kanäle mit und feuert einen Schuss ab. Die Polizei erwidert den Schuss, und Chris wird von einem Streifschuss verletzt. Um eine drohende Eskalation zu verhindern, beschließt Billy eigenmächtig, Chris anzurufen. Im Telefonat gesteht Chris ihm, dass er selbst für den Tod seiner Verlobten verantwortlich sei, weil er sich durch eine Smithereen-Benachrichtigung am Telefon hat ablenken lassen und in den Gegenverkehr gekommen sei. Da der andere Fahrer betrunken war, sei die Schuldfrage nie angezweifelt worden. Ebenso wirft er Billy vor, dass die Plattform bewusst süchtig machen würde. Billy entschuldigt sich bei Chris für den Tod seiner Verlobten und bestätigt den Vorwurf an die Plattform. Billy bietet ihm seine Hilfe an, woraufhin Chris ihn bittet, Kontakt mit dem CEO von Persona aufzunehmen. Anschließend will Chris Jaden gehen lassen. Dieser hat jedoch Mitleid mit Chris und will ihm die Waffe wegnehmen, damit er sich nicht selbst tötet. Es kommt zu einem Gerangel zwischen den beiden, was die Polizei veranlasst einzugreifen und Chris zu erschießen. In der Zwischenzeit hat sich Persona bei Hayley gemeldet, und sie konnte sich mit dem Passwort ihrer Tochter anmelden. In den Schlussszenen sieht man Billy, Penelope und andere Menschen, wie sie eine Nachricht auf ihrem Telefon lesen und danach wieder ihrem Alltag nachgehen. |           |                             |                             |               |                 |                                                                                   |
| 22 | 3         | Rachel, Jack und Ashley Too | Rachel, Jack and Ashley Too | Anne Sewitsky | Charlie Brooker | Miley Cyrus, Angourie Rice, Madison Davenport & Susan Pourfar                     |
| Die High-School-Schülerin Rachel lebt mit ihrem Vater, einem Schädlingsbekämpfer, und ihrer Schwester Jack in einem gemeinsamen Haus, die Mutter verstarb aus Gründen, auf die nicht weiter eingegangen wird. Der gutmütige, aber durch seine Forschung an neuartigen Mausefallen sehr eingespannte Vater schenkt seiner jüngeren Tochter Rachel zum Geburtstag eine KI-Puppe namens Ashley Too. Das Plastikspielzeug ist ein Roboter, der mit einem Sprachchip und Rollen zur Fortbewegung ausgestattet ist, die „Frisur“ und das Wesen der Puppe sind dem berühmten Popstar Ashley O nachempfunden. Rachel bereitet sich, sehr zum Leidwesen ihrer älteren Schwester, voller Elan mit ihrer neuen „Freundin“ auf einen Talentwettbewerb in ihrer Schule vor, bei dem sie zu einem Song des Stars tanzen möchte. Während der Aufführung stolpert das Mädchen und verpatzt ihren Auftritt, was ihrem sowieso schon geringen Selbstbewusstsein weiter schadet. Ashley O hat währenddessen genug von ihrer Tante und Managerin Catherine, unter deren Kontrolle sie steht, und sehnt sich auch karrieretechnisch nach anderen Genres als der Popmusik. Doch Catherine, die das Mädchen nach dem Tod seiner Eltern unter ihre Fittiche genommen hatte, verabreicht Ashley beim gemeinsamen Mittagessen eine größere Ration von Beruhigungspillen, die die Sängerin heimlich, anstatt sie zu nehmen, in einer Schublade versteckt hatte; Ashley fällt ins Koma. Ashley Too erleidet diverse Fehlfunktionen, als sie zusammen mit Rachel die Nachrichten über den Zustand des Popstars sieht. Gemeinsam mit Jack kann Rachel mithilfe des Computers ihres Vaters die komplette Software der Puppe freischalten, was dazu führt, dass die wahre Persönlichkeit der gegängelten Ashley O nun auch in Ashley Too „lebt“. Die Schwestern schaffen es, gemeinsam mit der Puppe in Ashleys Haus einzudringen und mit einem Trick die beiden Leibwächter auszuschalten. Sie können die Sängerin aus ihrem komatösen Zustand reißen und machen sich gemeinsam mit ihr zu einer Konzerthalle auf, in der Catherine gerade eine Holografie-Version Ashleys präsentieren möchte, die natürlich all das tut, was die Managerin verlangt. Nach der Bloßstellung von Ashleys Tante sieht man, wie der Star gemeinsam mit anderen Musikern und Jack als Teil einer Rockband alternative Musik darbietet. |           |                             |                             |               |                 |                                                                                   |

## Staffel 6
Die sechste Staffel wurde am 15. Juni 2023 auf Netflix veröffentlicht.
| Nr. (ges.) | Nr. (St.) | Deutscher Titel | Originaltitel  | Regie          | Drehbuch                       | Darsteller                                                                                |
| --- | --------- | --------------- | -------------- | -------------- | ------------------------------ | ----------------------------------------------------------------------------------------- |
| 23 | 1         | Joan Is Awful   | Joan Is Awful  | Ally Pankiw    | Charlie Brooker                | Annie Murphy, Salma Hayek, Michael Cera, Avi Nash, Himesh Patel, Rob Delaney & Ben Barnes |
| Joan, die in leitender Funktion in der IT-Branche arbeitet, entdeckt auf der Streaming-Plattform Streamberry eine Serie mit dem Titel Joan Is Awful (auf Deutsch: Joan ist furchtbar). Die Serie ist ihrem Leben nachempfunden und zeigt Ereignisse, die ihr am selben Tag passiert sind. Dabei wird sie in der Serie von Salma Hayek gespielt. Von ihrer Anwältin erfährt Joan, dass sie Streamberry durch Akzeptieren der allgemeinen Geschäftsbedingungen die Erlaubnis erteilt hat, ihre Erlebnisse so zu verarbeiten. Weiterhin erfährt sie, dass die Serie komplett auf CGI beruht und mit einem Quantencomputer erzeugt wird, der zum Beispiel auf Daten aus ihrem Handy zurückgreift. Um Hayek dazu zu bringen, die Serie zu stoppen, entscheidet sich Joan, in einer Kirche zu defäkieren – da diese Tat kurz darauf in der Serie durch Hayek dargestellt werden muss. Hayek besucht daraufhin Joan und erklärt dieser, ebenfalls Rechte an Streamberry abgetreten zu haben. Die beiden beschließen, den Quantencomputer bei Streamberry zu zerstören. Dort erfahren sie, dass sie selbst Teil einer simulierten Realität sind, in der die echte Joan von der Schauspielerin Annie Murphy gespielt wird. Joan zerstört den Computer dennoch, so dass sie zur Realität zurückkehrt, wo die echte Joan in einem Café arbeitet und für den Einbruch bei Streamberry unter Hausarrest steht.                                                                                        |           |                 |                |                |                                |                                                                                           |
| 24 | 2         | Loch Henry      | Loch Henry     | Sam Miller     | Charlie Brooker                | Samuel Blenkin, Myha’la Herrold, Daniel Portman, John Hannah & Monica Dolan               |
| Die Filmstudenten Davis und Pia besuchen Davis’ verwitwete Mutter Janet in Loch Henry. Pia, die sich wundert, dass die schön gelegene Stadt keine Touristen anzieht und sehr verlassen wirkt, erfährt von Iain Adair, einem Serienmörder, der vor Jahren in Loch Henry Touristen ermordet hat. Pia schlägt vor, hierüber eine True-Crime-Dokumentation zu drehen. Pia entdeckt auf Janets alten VHS-Videokassetten der Krimiserie Jim Bergerac ermittelt Beweise, die zeigen, dass Davis’ Eltern beide in Morde an Touristen involviert gewesen sind. Aus Angst vor Janet versucht Pia zu fliehen, rutscht aber in einem Fluss aus, wodurch sie bewusstlos wird und ertrinkt. Janet verweist in einer Abschiedsnotiz an Davis auf die Videokassetten („For your film. Mum“, auf Deutsch: „Für deinen Film. Mama“), die er für seinen Film nutzen soll, und erhängt sich. Einige Zeit später ist die Dokumentation ein großer Erfolg und gewinnt einen BAFTA Award. Davis jedoch wirkt traumatisiert und besitzt immer noch die Abschiedsnotiz. |           |                 |                |                |                                |                                                                                           |
| 25 | 3         | Beyond the Sea  | Beyond the Sea | John Crowley   | Charlie Brooker                | Aaron Paul, Josh Hartnett, Kate Mara, Auden Thornton & Rory Culkin                        |
| Cliff und David sind die beiden einzigen Astronauten auf einer Raumstation und dort mit einer mehrjährigen Mission betraut. Zugleich gibt es auf der Erde mechanische Nachbildungen von ihnen, in die sie auf der Raumstation schlafend schlüpfen können, sodass sie auf der Erde mit ihren Familien leben können. Ein religiöser Kult greift Davids Nachbildung und dessen Familie an. Die Familie wird getötet und Davids Nachbildung zerstört. David hat somit keine Möglichkeit mehr, in seine Nachbildung zu schlüpfen, und ist damit vollständig an die Raumstation gebunden. Da Cliff ihn für die Erfüllung der Mission braucht, ist ihm daran gelegen, dass David aus seiner Trauer zurückfindet. Cliff erlaubt David mehrfach, seine Nachbildung zu nutzen, um einige Stunden auf der Erde (und damit mit seiner Frau Lana und seinem Sohn Henry) zu verbringen. Auf der Erde macht David – in Cliffs Gestalt – Lana Avancen, die diese jedoch zurückweist. Zugleich entdeckt Cliff, dass David auf der Raumstation Aktporträts seiner Frau angefertigt hat, und unterstellt beiden, eine Affäre zu haben. David wiederum wirft Cliff vor, sein Leben auf der Erde nicht wertzuschätzen, während er selbst gar keines mehr habe. Während Cliff einer Tätigkeit außerhalb der Raumstation nachgeht, nutzt David dessen Zugang zur Nachbildung und tötet auf der Erde Lana und Henry. Cliff entdeckt dies auf der Erde und kehrt zurück zur Raumstation, wo David auf ihn wartet. |           |                 |                |                |                                |                                                                                           |
| 26 | 4         | Mazey Day       | Mazey Day      | Uta Briesewitz | Charlie Brooker                | Zazie Beetz, Clara Rugaard & Danny Ramirez                                                |
| Die Schauspielerin Mazey Day begeht am Rande von Dreharbeiten in Tschechien unter Drogeneinfluss einen Unfall mit Fahrerflucht. Daraufhin verbirgt sie sich vor der Öffentlichkeit, wird jedoch von Paparazzi gesucht. Unter ihnen ist eine Fotografin, die eigentlich nicht mehr als Paparazza arbeiten wollte, nachdem ein von ihr verfolgter Star Selbstmord begangen hat, jedoch von der Aussicht auf eine hohe Summe für ein Bild von Mazey Day angetrieben wird. Die Paparazzi finden Mazey angekettet in einer abgeschotteten Klinik. Mazey wurde bei dem Unfall von einem Werwolf gebissen, verwandelt sich im Beisein der Paparazzi selbst in einen Werwolf und greift diese an. Der von der Fotografin verletzte Werwolf verwandelt sich in Mazey zurück, die die Fotografin bittet, sie zu töten. Die Fotografin überlässt Mazey eine Waffe, um sich selbst zu töten, und nimmt die Kamera, um hiervon ein Bild zu machen. |           |                 |                |                |                                |                                                                                           |
| 27 | 5         | Dämon 79        | Demon 79       | Toby Haynes    | Charlie Brooker & Bisha K. Ali | Anjana Vasan, Paapa Essiedu, Katherine Rose Morley & David Shields                        |
| Die Geschichte spielt im Jahr 1979. Die Schuhverkäuferin Nida, die im Alltag Rassismus und Diskriminierung ausgesetzt ist, findet einen Talisman, der den Dämon Gaap heraufbeschwört. Gaap nimmt dabei die Form von Bobby Farrell von Boney M. an. Gaap erklärt Nida, dass sie in den nächsten drei Tagen je einen Menschen töten müsse, um das Ende der Welt zu verhindern. Nach langem Ringen mit sich selbst tötet sie einen Spaziergänger, nachdem Gaap ihr zeigt, dass dieser seine eigene Tochter missbraucht. Am nächsten Tag ermordet sie einen Mann, von dem sie weiß, dass er seine Frau ermordet hat, und einen Zeugen der Tat. Da das erste Opfer jedoch selbst einen Menschen getötet hat, zählt dieser nicht als Opfergabe. Zuletzt möchte sie einen rechtsextremen Politiker ermorden, weil Gaap ihr zeigt, dass dieser in der Zukunft eine faschistische Diktatur errichten wird. Die Tat misslingt jedoch, und Nida wird verhaftet. Da sie es nicht geschafft hat, auch am dritten Tag jemanden vor Mitternacht zu töten, beginnt ein Nuklearkrieg. Gaap, der damit ebenfalls gescheitert ist und aus seiner Dimension ausgestoßen wird, lädt sie ein, mit ihm in die „ewige Vergessenheit“ zu gehen. Nida nimmt die Einladung an. |           |                 |                |                |                                |                                                                                           |

## Staffel 7
Die siebte Staffel wurde am 10. April 2025 auf Netflix veröffentlicht.
| Nr. (ges.) | Nr. (St.) | Deutscher Titel                        | Originaltitel                | Regie                       | Drehbuch                                                       | Darsteller |
| --- | --------- | -------------------------------------- | ---------------------------- | --------------------------- | -------------------------------------------------------------- | --- |
| 28 | 1         | Gewöhnliche Leute                      | Common People                | Ally Pankiw                 | Charlie Brooker Idee: Charlie Brooker & Bisha K. Ali           | Rashida Jones, Chris O’Dowd & Tracee Ellis Ross                                                                     |
| Die Lehrerin Amanda und der Schweißer Mike sind ein glückliches Paar, das sich ein Kind wünscht. Amanda erkrankt an einem Gehirntumor und bricht vor ihrer Klasse zusammen. Im Krankenhaus erfährt Mike, dass ihre Prognose schlecht ist. Mike nimmt ein Angebot des Start-Ups Rivermind an: Amanda wird kostenlos operiert, das betroffene Hirngewebe wird durch synthetisches Gewebe ersetzt. Gegen eine monatliche Gebühr wird die ausgefallene Hirnfunktion von den Servern des Unternehmens drahtlos auf Amanda übertragen. Amanda ist von ihrer Krankheit geheilt. Mike arbeitet anstrengende Extraschichten, um das Abonnement von Rivermind bezahlen zu können. Bald kommt es zu Auffälligkeiten: Amanda kollabiert bei der Fahrt in den nicht von ihrem Abonnement abgedeckten Nachbarkreis, sie schläft sehr viel und beginnt, ungewollt Werbebotschaften auszusprechen. Das führt zu Problemen an ihrer Schule. Das Paar erfährt von der werbefreien „Plus“-Variante des Rivermind-Dienstes, die Mike ohne Amandas Wissen durch entwürdigende Auftritte auf einer Internetplattform finanziert. Als er deshalb seinen Arbeitsplatz verliert, können sich beide das Abo von Rivermind nicht mehr leisten. Das Unternehmen Rivermind kommt seinen Kunden nicht entgegen, vielmehr erfahren sie, dass auch im Falle einer Schwangerschaft noch Zusatzkosten des Dienstes auf sie zukommen. Amanda schläft viel und wird ebenfalls arbeitslos, der soziale Abstieg des Paares beginnt. Ein Jahr später verkauft Mike das ungenutzte Kinderbett, schenkt Amanda noch 30 Minuten „Gelassenheit“ über die Luxus-Variante des Rivermind-Dienstes und erstickt sie auf ihren Wunsch hin mit einem Kissen. In der Schlussszene sieht man ihn, wie er mit einem Cuttermesser in der Hand eine Tür hinter sich schließt. |           |                                        |                              |                             |                                                                | |
| 29 | 2         | Bête Noire                             | Bête Noire                   | Toby Haynes                 | Charlie Brooker                                                | Siena Kelly, Rosy McEwen, Michael Workéyè, Ben Bailey Smith, Amber Grappy, Ravi Aujla, Elena Sanz & Hanna Griffiths |
| Maria arbeitet für einen Süßigkeitenhersteller und entwickelt einen neuen Schokoriegel mit Misofüllung. Verity, eine ehemalige Schulkameradin, beginnt im selben Team zu arbeiten. Maria erinnert sich, dass Verity zu Schulzeiten eine Einzelgängerin war, oft im Computerraum war und gehänselt wurde. Bald bemerkt Maria kleine Unterschiede in ihrem Leben im Vergleich zu dem, was sie in Erinnerung hat, was sich schließlich auch auf ihre Arbeit auswirkt. Sie gibt Verity die Schuld, die bei diesen Auffälligkeiten immer beteiligt ist. Maria nimmt zunehmend Veränderungen in ihrer Realität wahr und selbst als ein Disput mit Verity mithilfe von Sicherheitsaufnahmen überprüft wird, zeigen diese Aufnahmen Veritys Version der Ereignisse. Das führt dazu, dass Maria Verity angreift und infolgedessen ihren Job verliert. Maria bricht in Veritys Wohnung ein und entdeckt, dass Verity einen Computer erschaffen hat, der mithilfe eines Anhängers Realitäten verändern kann – alles, um sich an Maria zu rächen, weil diese in der Schule ein Gerücht über Verity erfand. Maria schafft es, Verity zu töten, übernimmt die Kontrolle über den Computer und den Anhänger und verändert die Realität so lange, bis sie zur Herrscherin des Universums wird. |           |                                        |                              |                             |                                                                | |
| 30 | 3         | Hotel Reverie                          | Hotel Reverie                | Haolu Wang                  | Charlie Brooker                                                | Issa Rae, Awkwafina, Emma Corrin & Harriet Walter                                                                   |
| Das Start-up-Unternehmen Redreams will Klassiker-Filme attraktiver gestalten, indem die Protagonisten mittels künstlicher Intelligenz durch zeitgenössische Schauspieler ersetzt werden. Kimmy überzeugt ein altes, kriselndes Filmunternehmen, ihre Filme zur Verfügung zu stellen. Es wird geplant, den Film „Hotel Reverie“ umzugestalten, indem der Protagonist ersetzt wird. Alle angefragten männlichen Schauspieler sagen ab, aber die Schauspielerin Brandy Friday hat Interesse. Kimmy sieht die Besetzung des Protagonisten mit einer Frau als Chance und die Produktion beginnt. Brandys Bewusstsein wird in die Welt des Films selbst übertragen und die übrigen Charaktere sind künstliche Intelligenzen. Brandy muss sich an das Skript halten, um einen Zusammenbruch des Computerprogramms zu verhindern. Wegen eines Technikfehlers kann die Session nicht unterbrochen werden, ohne dass Brandy sterben würde. Sie kann in der Realität nur überleben, wenn die Geschichte sinnvoll zu Ende erzählt wird, was auf eine Liebesgeschichte zwischen Brandy und Clara hinauslaufen muss. Wegen einiger anfänglicher Abweichungen vom Drehbuch muss Brandy improvisieren. Als die Geschichte sich dem Drehbuch wieder annähert, verschüttet ein Mitarbeiter Kaffee auf seinen Computer und die Computersimulation friert, bis auf Brandy und Clara, ein. Clara begreift ihr Schicksal, greift auf ihre Hintergrundinformationen zu und bemerkt, dass sie als Schauspielerin, Dorothy Chambers, versteckt lesbisch war. Brandy und Clara verbringen viele Tage zusammen und verlieben sich ineinander. Als die Funktionsfähigkeit des Systems wiederhergestellt wird, wird die Geschichte zu dem Zeitpunkt des Absturzes zurückgesetzt und Clara vergisst, was mittlerweile passiert ist. Brandy überwindet ihre Traurigkeit und spielt den Film nach Drehbuch zu Ende. Als Claras grausamer Ehemann Claude versucht, Brandy zu töten, stürmt diesmal nicht die Polizei herein, sondern Clara erschießt ihren Mann und rettet Brandy. Die Polizei erschießt daraufhin Clara, die in Brandys Armen stirbt. Unter Tränen spricht Brandy den letzten Satz des Films, woraufhin der Abspann läuft und sie die Simulation verlassen kann. |           |                                        |                              |                             |                                                                | |
| 31 | 4         | Spielzeug                              | Plaything                    | David Slade                 | Charlie Brooker                                                | Peter Capaldi, Lewis Gribben, James Nelson-Joyce, Michele Austin, Asim Chaudhry & Will Poulter                      |
| Cameron Walker, ein Rezensent für eine Computerspielezeitschrift, wird wegen Ladendiebstahls polizeilich untersucht und aufgrund übereinstimmender DNA wegen des Mordes an einer unbekannten Person verhaftet. Bei der Vernehmung erzählt er von seiner Vergangenheit und schildert seine Begegnung als junger Mann mit dem exzentrischen Programmierer Colin Ritman und dessen neuem Spiel Thronglets, bei dem die Spielecharaktere eigenständige Lebewesen sein sollen. Cameron entwickelt eine tiefe Bindung zu den digitalen Kreaturen, die sich nach dem Konsum von LSD noch verstärkt, da es ihm scheinbar ermöglicht, sie zu verstehen und mit ihnen zu kommunizieren. Als sein Drogendealer, den er als „Lump“ kennt, das Spiel ausprobiert und Thronglets misshandelt, ermordet Cameron ihn brutal und versteckt die Leiche. Über die Jahre widmet Cameron sein Leben dem Computer, auf dem das Spiel läuft, hält ihn am Laufen und baut die Leistung aus, damit sich die Thronglets vermehren können. Die Polizei will den wahren Namen von Lump erfahren, Cameron insistiert beim Verhör aber darauf, dass er Stift und Papier benötigt, um wichtige Details zu den Thronglets zu erklären. Auf das überreichte Papier malt er einen Code, den er in die Überwachungskamera hält. Plötzlich zeigen alle technischen Geräte einen Ladebalken an und alle Menschen, bis auf Cameron, fallen bewusstlos um. |           |                                        |                              |                             |                                                                | |
| 32 | 5         | Eulogy                                 | Eulogy                       | Chris Barrett & Luke Taylor | Charlie Brooker & Ella Road                                    | Paul Giamatti & Patsy Ferran                                                                                        |
| Phillip wird nach dem Tod seiner Ex-Freundin Carol, die eine begnadete Cello-Spielerin war, von Eulogy kontaktiert, um Erinnerungen für ihre Gedenkfeier beizusteuern. Dazu muss er einen Kleincomputer an seiner Schläfe anbringen, der Zugriff auf sein Bewusstsein bekommt. Die Interaktion mit dem Computer erfolgt über einen Avatar, mit dem Phillip reden kann. Da die Erinnerungen weit zurückliegen, holt er alte Fotos hervor, welche die Erinnerungen besser hervorrufen sollen. Phillip kann mithilfe des Computers die Bilder betreten und sie mit seinen Erinnerungen ergänzen. Auf allen Bildern ist Carols Gesicht verdeckt oder ausgeschnitten und es gelingt ihm auch nicht, sich an ihr Gesicht zu erinnern. Phillip erzählt von seiner Untreue, dem Beziehungsabbruch und durchlebt seinen gescheiterten Heiratsantrag. Dabei erfährt er erstmals, dass Carol zu diesem Zeitpunkt von einem anderen Mann schwanger war und der Avatar auf den Erinnerungen der Tochter beruht. Phillip entdeckt eine unentwickelte Einwegkamera aus jener Zeit. Sie enthält ein Bild, das er entwickeln lässt. Das Foto zeigt ein verwüstetes Zimmer mit einem ungelesenen Brief von Carol. Phillip kannte diesen Brief nicht und findet ihn nach kurzer Suche ungelesen in seinen Erinnerungsstücken. Darin gesteht Carol ihre Schwangerschaft und Untreue und bittet darum, die Liebesbeziehung fortzuführen. Überwältigt von Reue erinnert sich Phillip an Carols Gesicht und besucht ihre Beerdigung, bei der ihre Tochter Cello spielt. |           |                                        |                              |                             |                                                                | |
| 33 | 6         | USS Callister: Willkommen bei Infinity | USS Callister: Into Infinity | Toby Haynes                 | Charlie Brooker, Bisha K. Ali, William Bridges & Bekka Bowling | Cristin Milioti, Jimmi Simpson, Billy Magnussen, Milanka Brooks, Osy Ikhile & Paul G. Raymond                       |
| Die Crew der USS Callister besteht aus digitalen Klonen echter Menschen und ist im Spiel Infinity gefangen. Im Gegensatz zu den normalen virtuellen Spielecharakteren können sie verletzt und getötet werden. Sie planen, einen eigenen Raum im Spiel abzusichern und erbeuten zum Überleben die Spielewährung von virtuellen Mitspielern. Die Crew-Mitglieder erscheinen aber als nicht identifizierbare Charaktere, was zu Beschwerden in der realen Welt führt. Ein Reporter fragt nach solchen abtrünnigen Spielern und illegale Klonungen, was James alarmiert und Nanette, die sich als Klon im Spiel befindet, bietet ihre Hilfe an. Sie treten dem Spiel bei und finden ihre Klone. Gemeinsam finden sie den Klon des Spieleerfinders Robert Daly, der im Spiel das Spiel weiter programmiert. James will die Klone im Spiel töten, weil sie das Unternehmen gefährden. Nanette will ihn davon abhalten und bei einem Streit in der Realität wird sie von einem Auto tödlich erfasst. Im Spiel bietet Roberts Klon Nanettes Klon eine Lösung für ihre Probleme an, sodass ihr Bewusstsein mit der im Koma liegenden Nanette verschmelzt wird und so beide überleben und die Crew soll auch gerettet werden. Nanettes Klon freut sich, merkt aber, dass Roberts Klon statt des Befehls „Ausschneiden und Einfügen“ „Kopieren und Einfügen“ wählt, obwohl sie das Spiel eigentlich verlassen wollte. Es stellt sich heraus, dass Roberts Klon die ganze Zeit allein war und eine Version von Nanettes Klon als Begleitung behalten will. Nanettes Klon tötet Roberts Klon und löst damit die Selbstzerstörung des Spiels aus. Ihr gelingt es, das von Roberts Klon vorgeschlagene Programm auszuführen und mit Nanette zu verschmelzen, während die Crew fortan ihre Sinne teilt. Infinity wird gelöscht und James verhaftet, nachdem der kritische Reporter seine Geschichte veröffentlicht hat. |           |                                        |                              |                             |                                                                | |